# Cypriconcha ingens
Cypriconcha ingens är en kräftdjursart som beskrevs av Magali Delorme 1967. Cypriconcha ingens ingår i släktet Cypriconcha och familjen Cyprididae. Inga underarter finns listade i Catalogue of Life.